# La Grange (Illinois)
La Grange falu az USA Illinois államában, Cook megyében. Lakosainak száma 16 321 fő (2020. április 1.).

## Népesség
A település népességének változása:

| 2010 | 15 550 |
| 2020 | 16 321 |